# Chó do Guri
María de Fátima, más conocida por su seudónimo Cho do Guri, (Quibala, 24 de enero de 1959 - Lisboa, 7 de julio de 2017) fue una poetisa, columnista y escritora angoleña.

## Biografía
Fátima nació en la provincia de Cuanza Sul, en la Angola portuguesa. Es la hija de una madre angoleña y un padre alemán. A los dos años de edad, se mudó junto a su madre a Luanda; a la edad de cuatro años, su madre la trasladó a una casa para niños desfavorecidos porque ya no podía alimentarla. Desarrolló un interés por la poesía a temprana edad y publicó su primer poema en 1988 en el periódico Mural de la Asociación de Estudiantes Angoleños en Portugal. Realizó sus estudios primarios y secundadios en Luanda. Estudió ciencias farmacéuticas en la Facultad de Farmacia de la Universidad de Lisboa. Se graduó en política social por la Universidad Abierta de Lisboa.
Su primer libro, Vivências, se publicó en 1996. Chiquito de Camuxiba se publicó en 2006 y recibió el Premio de Literatura Africana del Instituto de Valle Flor Marqués. Basándose en sus experiencias de la infancia, publicó A filha do Alemão (en español: La hija alemana) en 2007, donde aborda la vida de los niños mulatos no deseados en Angola. La historia tardó casi dos décadas en ser escrita y originalmente se tituló A Filha do Pecado (en español: La hija del pecado).
En 2009, A filha do Alemão fue traducida al alemán por el Instituto Goethe y fue parte de la apertura oficial del programa del Centro Cultural Alemán, en Luanda. Chó do Guri publicó varios poemas en antologías en Angola y Brasil. Trabajó como columnista para el periódico semanal Folha 8 hasta su muerte.

## Obras
- Vivências (1996)
- Bairro Operário - a minha história (1998)
- Morfeu (2000)
- Chiquito de Camuxiba (2006)
- Na Boca Árida da kyanda (2006)
- A filha do Alemão (2007)[4]
- Songuito e Katite (2009)
- O Cambulador (2013)[7]
- Pulas, Bumbas, Companhia Limitada e muita Cuca (2016)[8]